# Občina Kozje
Občina Kozje je jednou z 212 občin ve Slovinsku. Nachází se v Savinjském regionu na území historického Dolního Štýrska. Občinu tvoří 23 sídel, její rozloha je 89,7 km² a k 1. lednu 2017 zde žilo 3 077 obyvatel. Správním střediskem občiny je sídlo Kozje.

## Geografie
Roku 1981 byl vyhlášen Kozjanský park (slovinsky Kozjanski Park, do roku 1999 nesl název Kozjanský regionální park), který zaujímá 89 % území občiny. Část parku zasahuje také do sousedních občin: Brežice, Krško, Podčetrtek a Bistrica ob Sotli.
Občinu Kozje protíná řeka Bistrica, která patří do povodí Dunaje. Oblast občiny, která je mírně kopcovitá se nachází na severním okraji Dinárských hor a na jižním okraji Panonské roviny.

## Členění občiny
Občinu tvoří sídla: Bistrica, Buče, Dobležiče, Drensko Rebro, Gorjane, Gradišče, Gubno, Ješovec pri Kozjem, Klake, Kozje, Lesično, Ortnice, Osredek pri Podsredi, Pilštanj, Podsreda, Poklek pri Podsredi, Topolovo, Vetrnik, Vojsko, Vrenska Gorca, Zagorje, Zdole, Zeče pri Bučah.

## Sousední občiny
Občina Kozje sousedí s 5 občinami: Šentjur na severozápadě, Podčetrtek na severovýchodě a východě, Bistrica ob Sotli na východě, Brežice na jihovýchodě a jihu a Krško na západě.